# Roc Roig de la Serra Pelada
El Roc Roig de la Serra Pelada, o Roc Roig de la Serra Pelada és una muntanya de 1.669,2 metres d'altitud del límit entre les comunes de Conat, Noedes i de Serdinyà, totes dues de la comarca del Conflent, a la Catalunya del Nord.
És a l'extrem sud-oest del terme de Conat, al nord-oest del de Serdinyà i al sud-est del de Noedes, al trifini entre aquestes tres comunes. És l'extrem sud-oest també de la Reserva Natural de Conat.